# TWAIN
TWAIN és un estàndard destinat a l'adquisició d'imatges d'un escàner: una API de captura d'imatges per als sistemes operatius Microsoft Windows i Apple Macintosh.
La paraula TWAIN no és oficialment un acrònim; encara que, és àmpliament conegut com un retroacrònim per a "Technology Without An Interesting Name" (Tecnologia Sense Un Nom Interessant).